# Букино (Великолукский район)
Бу́кино — деревня в Великолукском районе Псковской области России. Входит в состав Лычёвской волости.

## География
Расположена в 27 км к юго-востоку от райцентра Великие Луки и в 15 км к северу от бывшего волостного центра Успенское.

## Население
| 2001 | 2002 | 2010 |
| ---- | ---- | ---- |
| 78   | ↗85  | ↘65  |

Численность населения деревни по состоянию на начало 2001 года составила 78 жителей.

## История
С января 1995 до декабря 2005 года деревня входила в состав бывшей Федорковской волости, с января 2006 до декабря 2014 года деревня входила в состав ныне упразднённой Успенской волости.